# Manuel Pinto Queiroz Ruiz
Manuel Pinto Queiroz Ruiz (Jerez de la Frontera, 14 de abril de 1916 - París,  23 de febrero de 2000)  , más conocido como Manuel Lozano, fue un anarquista y soldado español que luchó en la Liberación de París.

## Biografía

### Juventud
Nació el 14 de abril de 1916 en la ciudad andaluza de Jerez de la Frontera. Hijo de un anarquista de profesión barbero y huérfano de madre a los 5 años de edad, trabajó desde muy joven en las viñas jerezanas y posteriormente en una destilería de la ciudad. En 1932 ingresa en CNT (sindicato de arrumbadores) y en las Juventudes Libertarias, año en que aprende a leer y escribir. Antes del estallido de la guerra, se dedicaba a dar clases y a comentar textos de escritores libertarios en los cortijos jerezanos donde se reunían los peones agrícolas tras la jornada de trabajo.

### Guerra civil española
En 1936, con el estallido de la guerra civil española, la ciudad de Jerez cayó rápidamente en manos de los fascistas. En seguida, su padre le advirtió que debía abandonar la ciudad. Poco después, este acabaría siendo fusilado. Sus últimas palabras antes de ser ejecutado fueron: A mí me van a fusilar pero a mi hijo no lo cogerán nunca.
Encuadrado en el Ejército republicano combatió contra los sublevados en diferentes frentes (Málaga, Granada, Marbella, Almería, Murcia y Alicante) hasta el final de la contienda.

### Segunda Guerra Mundial

#### Campaña de Túnez
En marzo de 1939 embarca en un barco de pesca llamado "La joven María"  hacia Orán con el objetivo de exiliarse en Argelia, pero nada más llegar es arrestado por la policía francesa y encerrado en un campo de concentración. Mientras estaba recluido realizando trabajos forzados, acabó con la vida de un general nazi sin ser descubierto, arrojando una carretilla cargada de piedras sobre él. De allí fue llevado a otros dos campos de concentración y luego a Colomb–Béchar.
En 1942 con el desembarco de las fuerzas aliadas en África, fue liberado y poco después se alistó en los Cuerpos Francos de África (II División Blindada del Ejército francés africano) para luchar contra los alemanes en la guerra de Túnez. 
Tras la victoria sobre Rommel en Túnez, se enroló en las fuerzas de la Francia Libre del general Leclerc (Regimiento de Marcha del Chad) Posteriormente estuvo en Skira, donde se creó la Segunda División Blindada, y luego, en mayo de 1944, embarcó desde Mazalquivir (Argelia), en el navío "Franconia" dirección Inglaterra.

#### Liberación de París
Después de Inglaterra y del desembarco en Francia siguió luchando contra los alemanes por toda Normandía, Alençon, Ecouché, hasta París. Cuando llegó a París, se situó en las primeras tanquetas que llegaron a la plaza del Ayuntamiento. Con la 9.ª Compañía de la 2ª División Blindada de la Francia Libre (formada en su mayoría por españoles) fue la primera en entrar en París ocupada por los nazis.
Tras la Liberación de París, participó en el desfile por la Avenida de los Campos Elíseos presidida por el general De Gaulle, Leclerc y otros oficiales.

#### Final de la guerra
Posteriormente siguió luchando en Alsacia. Llegó en Berchtesgaden hasta el mismo refugio de Hitler, donde acabó la guerra. 
Manuel Lozano, junto a otros muchos combatientes españoles, esperaban ayuda para continuar la lucha y liberar España. Compañías, como La Nueve, disponían de material preparado y tenían planes estudiado para llegar hasta Barcelona con una gran cantidad de camiones cargados de material. Campos, que era jefe de la 3.ª sección, contactó con los guerrilleros españoles de la Unión Nacional que combatían en los Pirineos. Pero éstos guerrilleros estaban controlados por los comunistas y tuvieron que renunciar.
Fue desmovilizado a finales de agosto de 1945 y nunca volvió a España.

### Muerte
Falleció el 23 de febrero de 2000 en su apartamento del Distrito XIX de París (Francia) y fue enterrado el 1 de marzo en el cementerio parisino de Pantin.

## Homenajes oficiales

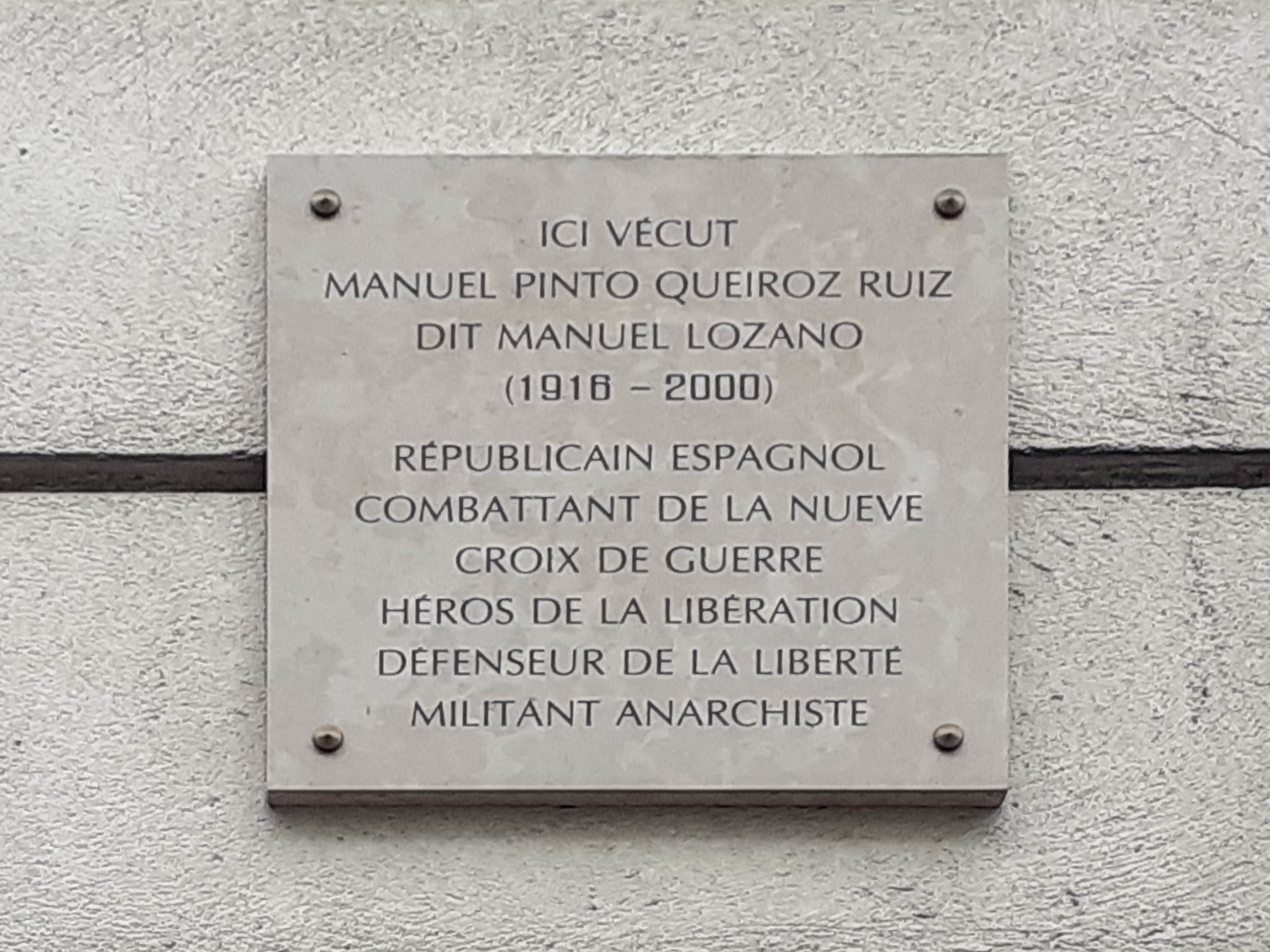
Homenaje en Francia.

Manuel Lozano es considerado en Francia como un héroe de la guerra civil española y de la Segunda Guerra Mundial.
Recibió la Croix de Guerre del gobierno francés.
En el 23 de noviembre de 2015, el Ayuntamiento de París votó por un homenaje oficial a Manuel Lozano.
El 14 de abril de 2016, aniversario de su nacimiento y aniversario del 80 aniversario de la República, el Ayuntamiento de París inauguró oficialmente la placa conmemorativa en su memoria, frente al número 43 de la rue des Bois, en el XIX Distrito de París, donde residía.
El texto de la placa dice: "Aquí vivó Manuel Pinto Queiroz Ruiz, llamado Manuel Lozano (1916-2000) Republicano español, luchador de la Nueve, Croix de Guerre, héroe de la Liberación, defensor de la libertad, militante anarquista".
El Ayuntamiento de París realiza una ofrenda floral en cada aniversario oficial de la ciudad (25 de agosto, 11 de noviembre, 29 de enero). y desde entonces forma parte del patrimonio oficial.
El 33, rue des Vignoles, pasaje parisino protegido, también guarda su memoria.
Cada año, las ceremonias del 24 de agosto rinden homenaje a Manuel Lozano y sus compañeros de la Nueve, durante la ruta del "Camino de la Liberación" al Jardín-des-Combattants-de-la-Nueve, al Ayuntamiento de la capital francesa. .